# Mihail Kogălniceanu Air Base

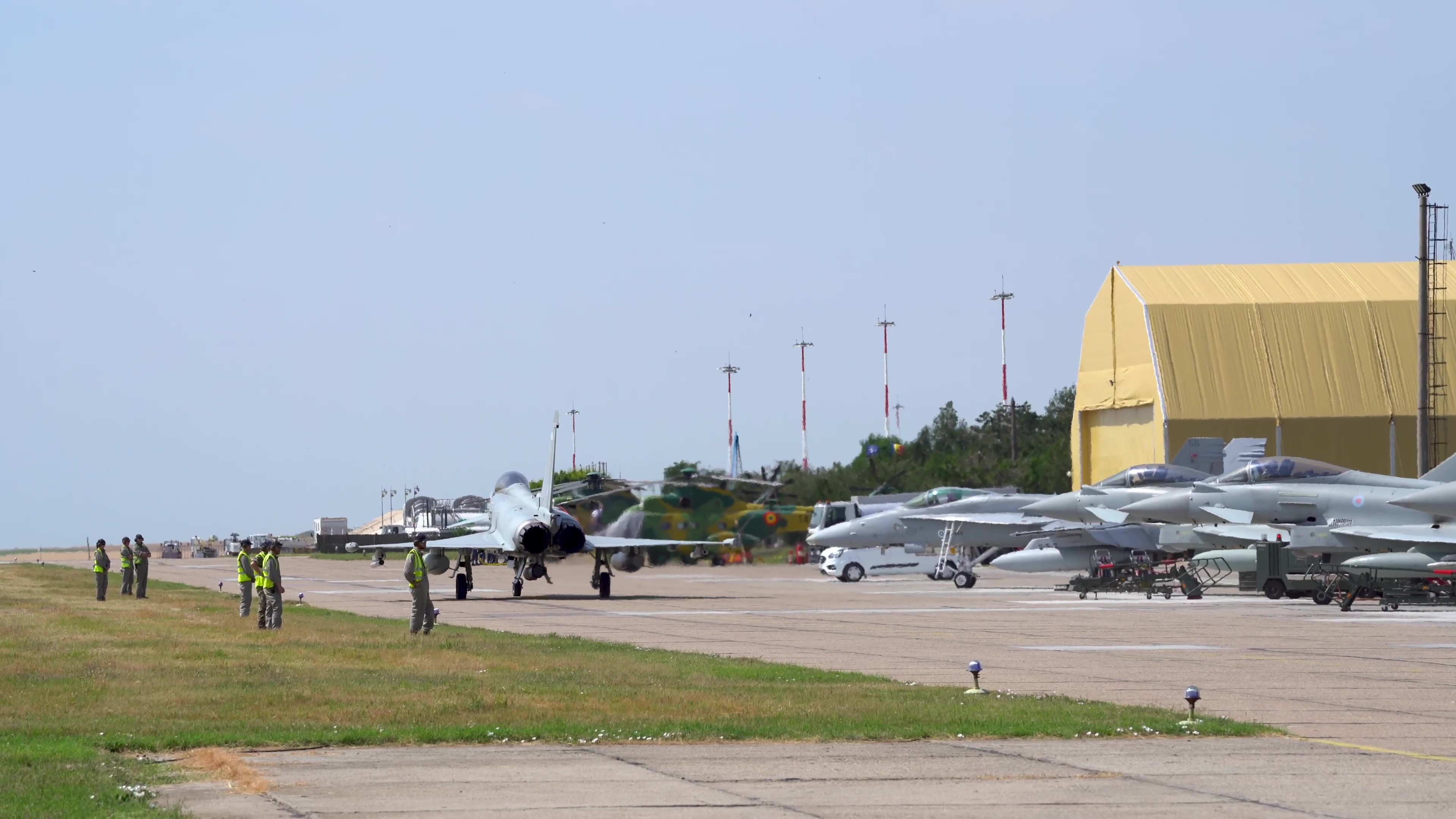
Brittiska och finska stridsflygplan på basen 2024.

Mihail Kogălniceanu Air Base (MKAB), det rumänska flygvapnets 57:e flygbas, är en militär flygbas nära Constanța vid Svarta havet och den civila Mihail Kogălniceanus internationella flygplats. Basen är hem för Rumäniens 572:a helikopterskvadron. Flygbasen har också en betydande amerikansk militär närvaro med över 4 500 amerikanska soldater.

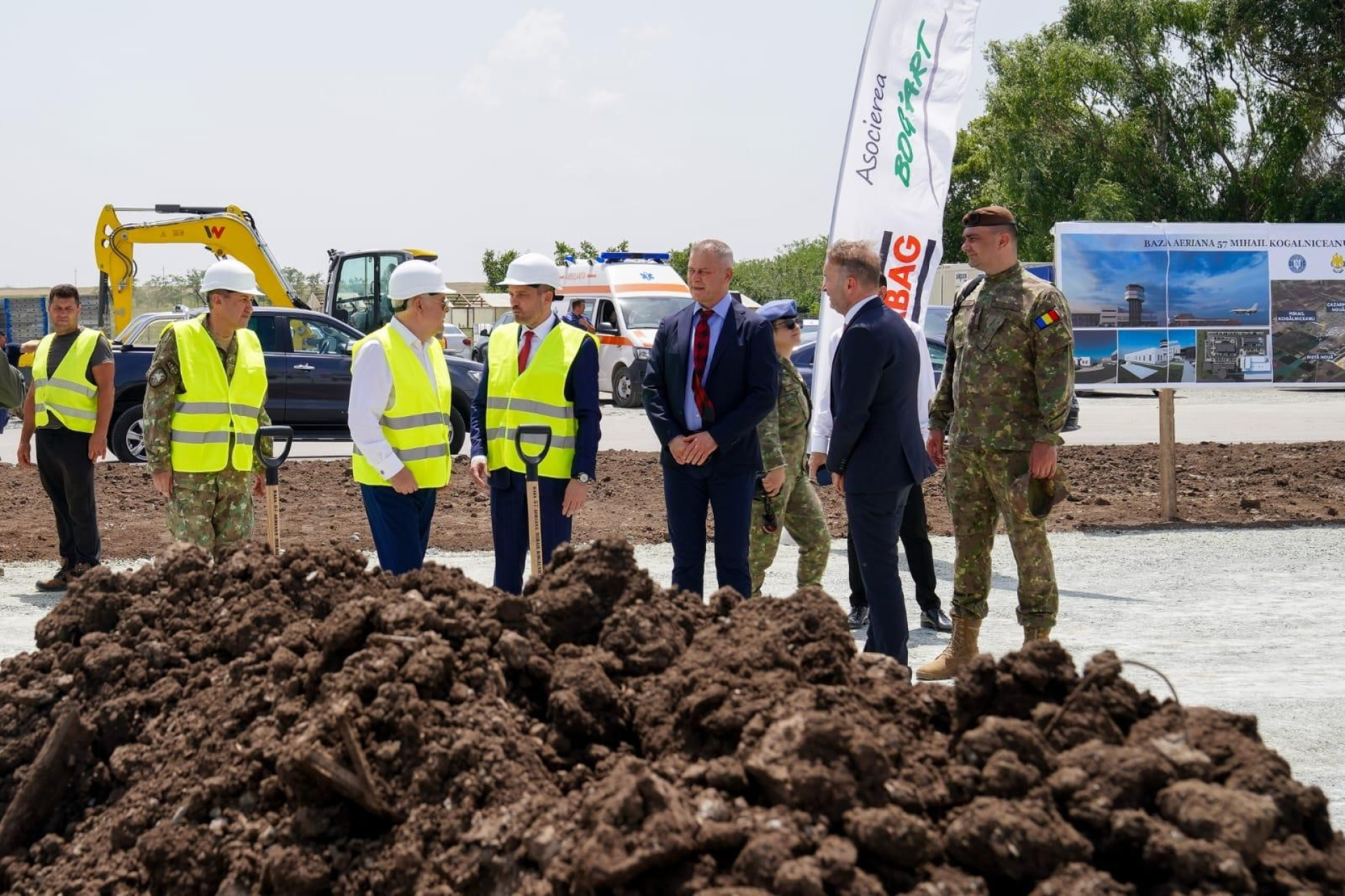
Första spadtaget för expansionsprojektet togs 11 juni 2024.

Basen etablerade 1955 under det tidiga Kalla kriget. Rumänien blev medlem av Nato 2004 och efter Rysslands annektering av Krim 2014 ökade basens strategiska betydelse för alliansen. Sedan 2024 pågår ett projekt som syftar till att modernisera och utöka basen till att bli en av Natos tre största flygbaser i Europa. I projektet ingår en ny rullbana, ett nytt kontrolltorn och en förläggning där mer än 10 000 Nato-soldater ska kunna bo tillsammans med sina familjer. Det rumänska flygvapnet planerar att placera ett antal beställda F-35 på basen.
Befälet över basen förs av överste Nicolae Crețu.